# Cirros (Síria)
Cirros (en grec: Kyrrhos) és una ciutat de l'antiga Síria fundada per Seleuc I Nicàtor, un dels generals d'Alexandre el Gran. Altres noms per a la ciutat inclou foren Hagiòpolis, Nebi Huri i Khoros (en àrab: حوروس, Ḳūrus). Una etimologia falsa del segle vi el connecta amb Cir II, rei de Pèrsia, a causa de la semblança dels noms. L'antic bisbat romà d'Orient és ara una doble seu titular catòlica.

## Ubicació
Les ruïnes se'n troben al nord de Síria, prop de la frontera amb Turquia.
És a uns 70 km al nord-oest d'Alep i a 24 km a l'oest de Kilis, a Turquia. Cirros era la capital de l'extens districte de la Cirrèstica, entre la plana d'Antioquia i Commagena.
L'indret de la ciutat està marcat per les ruïnes de Khoros, a 20 km d'Azaz, a Síria, prop del riu Afrin, un afluent de l'Orontes.

## Història
Cirros de Síria la fundà Seleuc I Nicàtor poc després del 300 ae, i el nom prové de la ciutat macedònia de Cirros. Andronic de Cirros va construir la Torre dels Vents a Atenes. Fou pres al Regne d'Armènia en el segle i aC. Després esdevingué romana quan Pompeu va prendre Síria al 64 aC. En el segle i s'havia convertit en un centre administratiu, militar i comercial romà en la ruta comercial entre Antioquia i la cruïlla del riu Eufrates a Zeugma, i va encunyar moneda pròpia. Fou la base de la Legio X Fretensis. L'Imperi persa sassànida la va prendre algunes vegades durant el segle iii.
En el segle vi, la ciutat fou embellida i fortificada per l'emperador romà d'Orient Justinià I. La prengueren, però, els musulmans el 637 i llavors es coneixia amb el nom de Qorosh. Els croats la van prendre en el segle vi. Nur al-Din Zangi recapturà Cirros al 1150. Els viatgers musulmans dels segles xiii i xiv la descriuen com una gran ciutat, i en gran part en ruïnes.

## Arqueologia

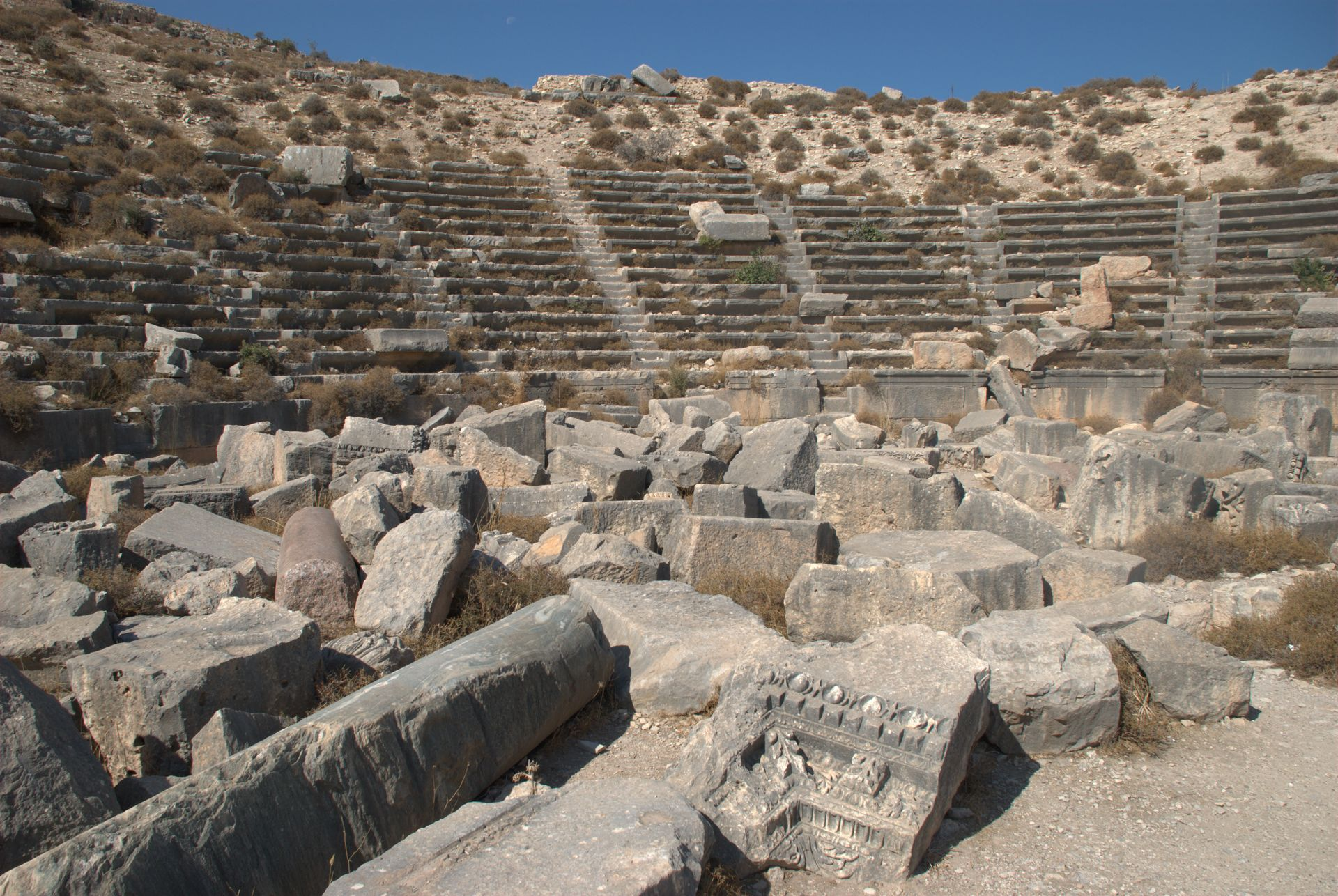
El ben conservat amfiteatre romà de Cirros és dels més grans de Síria

La ciutat ha sigut excavada per la Missió Arqueològica Siriana Libanesa de Cirros. Els resultats indiquen un traçat quadrat amb un plànol hipodàmic i una carretera principal central amb columnates típiques de l'orient hel·lenístic. El traçat de la carretera sembla haver sobreviscut fins a l'època islàmica. Les restes de Cirros contenen dos ponts romans en funcionament, un teatre en ruïnes fora de la ciutat, els fonaments d'una basílica i fortificacions urbanes. Al segle vi es construí una ciutadella romana d'Orient al cim del turó rere del teatre, amb influències gregues i egípcies en el disseny.

## Història eclesiàstica

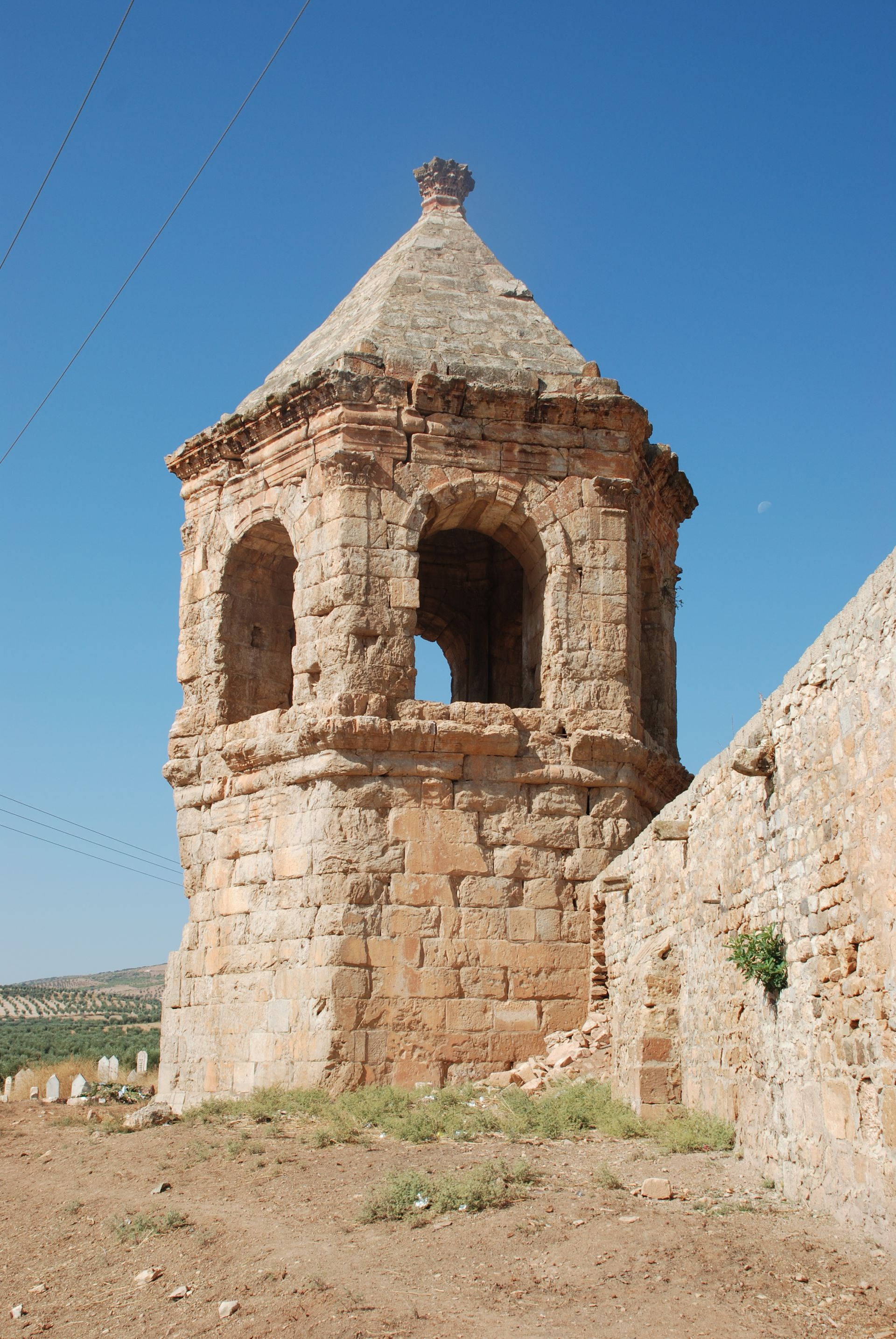
Mausoleu de Nebi Huri, Cirros

Cirros es convertí en bisbat cristià en data primerenca, sufragània de Hieràpolis Bambice, capital i seu metropolitana de la província romana d'Eufratensis. Amb Justinià, esdevingué una metròpoli eclesiàstica autocèfala subjecta directament al Patriarca d'Antioquia, però sense sufragistes. El seu bisbe Sirici assistí al Primer Concili de Nicea el 325. L'arià Abgar (també Augar) estigué en el Concili de Selèucia (360). Teodoret esmenta com altre arià un bisbe anomenat Asteri de l'època de l'emperador romà Valent (364-378). Isidor va assistir al Primer Concili de Constantinoble el 381. El més cèlebre dels bisbes de Cirros és el mateix Teodoret (423-458), prolífic escriptor, conegut pel seu paper en la història del nestorianismo, l'eutiquianisme i el marcionisme. Ens diu que la seua diòcesi (d'uns seixanta quilòmetres quadrats) contenia 800 esglésies, la qual cosa suposa una població molt densa. El 476, un bisbe anomenat Ioannes realitzà un sínode contra Pere d'Antioquia. A finals d'aquest segle, el bisbe era un nestorià anomenat Sergi, que va ser reemplaçat per un altre del mateix nom que era teològicament contrari, jacobita, i que va ser deposat per l'emperador Justí I el 518. Miquel el Sirià enumera altres tretze bisbes jacobites de la seu.
Una magnífica basílica albergava les relíquies dels sants Cosme i Damià, que havien sofert martiri a la rodalia de Cirros cap al 283, i els cossos dels quals els havien duts a la ciutat, que per això també se'n va dir Hagiòpolis ('ciutat dels sants'). Molts sants, a més a més, sobretot eremites, havien viscut o vivien llavors en aquest territori, entre ells els sants Acèpsimes, Zeumati, Zebines, Policroni, Maró (patró de l'Església Maronita), Eusebi, Talasi, Maris, i altres. El bisbe Teodoret va dedicar una obra a la il·lustració de les seues virtuts i miracles.